# Adela Pankhurst
Adela Constantia Mary Pankhurst Walsh (19 de junio de 1885 – 23 de mayo de 1961) fue una sufragista y activista política nacida en Inglaterra pero de ciudadanía australiana. Fue cofundadora del Partido Comunista de Australia y del Movimiento Australia Primero.

## Biografía
Adela nació en Lancashire (Inglaterra), en el seno de una familia relacionada estrechamente con la política: su padre, Richard Pankhurst fue un socialista y candidato al Parlamento Británico y su madre Emmeline Pankhurst, así como sus hermanas Sylvia y Christabel, fueron líderes del movimiento sufragista británico. Adela estudió en el colegio de señoritas Studley Horticultural College en la ciudad de Warwickshire y en la Escuela para señoritas de Mánchester. Siendo aún joven, Adela se vio envuelta en la Unión Política y Social de la mujer, fundada por su madre y hermanas.
Debido al acoso que empezó a vivir toda su familia, Adela emigró a Australia en 1914. Fue reclutada durante la Primera Guerra Mundial como colaboradora del Ejército de Paz Femenino en Melbourne por la sufragista Vida Goldstein. Pankhurst escribió un libro llamado Put Up the Sword, además de un sinnúmero de panfletos antibélicos y realizó reuniones públicas para debatir temas relacionados con la guerra y el sufragismo. En agosto de 1917 Pankhurst fue arrestada durante una marcha contra los altos costos de los alimentos en Melbourne. En septiembre de ese mismo año, se casó con Tom Walsh, con el que tuvo un hijo y cinco hijas. En 1920 se convirtió en cofundadora de Partido Comunista de Australia, del que fue expulsada años más tarde debido a su radical giro ideológico hacia la ultraderecha.
Terminó desilusionándose del comunismo y fundó el movimiento anticomunista llamado Gremio Australiano de Mujeres en 1927. En 1941 se convirtió en una de las fundadoras del ultraderchista Movimiento Australia Primero, de fuertes simpatías con la Alemania nazi y el Eje. Visitó Japón en 1939 y fue arrestada en 1942 por sus simpatías hacia el bando enemigo durante la Segunda Guerra Mundial.